# Marvel's Midnight Suns
Marvel's Midnight Suns est un jeu de rôle tactique développé par Firaxis Games en collaboration avec Marvel Games. Il met en vedette des personnages de bandes dessinées de plusieurs propriétés de Marvel Comics, telles que Midnight Sons, Avengers, X-Men et Runaways. Les joueurs peuvent créer leur propre super-héros nommé "The Hunter" avec un choix de plus de 40 pouvoirs différents.
Dans ce jeu, Le docteur Faustus d'Hydra utilise une touche de magie noire et de science pour sortir Lilith, la mère des démons de son sommeil éternel. Lilith cherche à ramener son maître Chthon. Pendant ce temps, ses pouvoirs croissants déstabilisent le tissu de la magie. Les Avengers n'étant pas à la hauteur d'une menace magique aussi puissante, le Docteur Strange décide de recruter les Midnight Suns (Nico Minoru, Blade, Magik et Ghost Rider), jeunes héros aux pouvoirs surnaturels, qui ont pris le nom de la prophétie que Lillith tente d'accomplir. Ensemble, ils ressuscitent un ancien guerrier - Hunter, l'enfant abandonné de Lilith et celui qui l'a scellée auparavant.  Pour contrer les efforts des héros, Lilith commence à améliorer et à laver le cerveau, grâce à la magie, d'autres êtres surpuissants en les faisants devenir ses exécuteurs "les Déchus".
Le jeu a été annoncé lors de la Gamescom virtuelle 2021 en août 2021, et il est sorti le 2 décembre 2022 sur PlayStation 4, PlayStation 5, Xbox One, Xbox Series X/S et Microsoft Windows. Une version pour Nintendo Switch sera lancée à une date ultérieure.

## Système de jeu
Les joueurs jouent le rôle de "The Hunter", un super-héros personnalisable créé pour Midnight Suns par Firaxis Games en collaboration avec Marvel. La liste de personnages jouable comprend Iron Man, Captain America, Wolverine, Spider-Man, Scarlet Witch, Doctor Strange, Captain Marvel, Blade, Ghost Rider, Magik et Nico Minoru. The Hunter peut être un homme ou une femme et son apparence est personnalisable,. Les joueurs peuvent choisir les superpouvoirs du hunter parmi plus de 40 capacités différentes. Le jeu comprendra 13 héros différents, dont The Hunter. Le combat est au tour par tour similaire à la série XCOM de Firaxis Games. Entre les missions de combat, les joueurs gérent leur base d'opérations évolutive appelée "The Abbey" dans laquelle ils peuvent se promener dans une vue à la troisième personne pour explorer les lieux et interagir avec d'autres héros. Des éléments de jeu de rôle tels que l'interaction avec d'autres personnages influencent le gameplay et les compétences de ces héros. Au début d'une nouvelle mission, les joueurs peuvent choisir parmi trois héros à mener au combat. Ils reçoivent un jeu de cartes de capacité aléatoires auxquelles ils sont limités pendant la mission. Ces capacités affectent les ennemis, les propres héros du joueur ou l'environnement afin de vaincre les ennemis. 

## Synopsis
Le docteur Faustus, scientifique d'Hydra, utilise la magie noire et la science pour ressusciter Lilith, dans l'espoir de l'utiliser pour aider Hydra à conquérir le monde. Six mois plus tard, une étoile appelée « Sol Noctis » s'approche de la Terre, déstabilisant la magie et annonçant le retour du maître de Lilith, Chthon.
Le docteur Strange et Tony Stark tentent d'obtenir de Johnny Blaze une page du Darkhold appelée le Parchemin du pouvoir, mais il refuse. Après avoir été alertés de la convergence de la magie au Sanctum Sanctorum, les deux sont rejoints par Carol Danvers pour revenir aider Wanda Maximoff à combattre Lilith et une escouade Hydra jusqu'à ce que Strange puisse créer un bouclier mystique pour les repousser. Réalisant que les Avengers sont surpassés, Strange laisse Maximoff entretenir le bouclier pendant qu'il emmène les autres à l'abbaye pour recruter les Midnight Suns - Nico Minoru, Magik, Blade et Robbie Reyes - et l'ex-sœur de Lilith, Caretaker, pour ressusciter Hunter, l'enfant et tueur de Lilith. Pendant le rituel de résurrection, le collier de Hunter émet de la magie noire, forçant Minoru à terminer le sort. Strange tente de contacter Maximoff pour obtenir de l'aide pour restaurer les souvenirs de Hunter, mais apprend qu'elle est en difficulté. Lui, Hunter et Blade se rendent au Sanctum, où ils apprennent que Lilith a envoûté Venom pour l'aider à détruire le bouclier et à enlever Maximoff. Venom domine Hunter jusqu'à ce que Spider-Man intervienne, permettant aux héros de battre en retraite.
Après avoir appris que l'énergie gamma du Sol Noctis empêche Bruce Banner de se transformer en Hulk, les héros recrutent Spider-Man avant de capturer Faustus pour connaître le prochain objectif de Lilith. Alors que l'agent d'Hydra, Crossbones, le tue avant qu'il ne puisse parler, ils trouvent le journal de Faustus et apprennent qu'Hydra vole des artefacts dans le Sanctum. Pendant ce temps, Dent de Sabre est engagé pour tuer Hunter, mais est mortellement blessé par Wolverine et sauvé par Lilith, qui détruit la Tour des Avengers pour voler un accélérateur gamma et envoûter Banner. Hunter, Minoru et Magik utilisent un sort de divination pour se téléporter vers une base d'Hydra, où Banner utilise l'accélérateur pour renforcer Maximoff, elle aussi envoûtée. Incapables de la raisonner, les héros battent en retraite.
Tout en arrêtant une attaque des démons de Lilith, ils recrutent Wolverine et façonnent un nouveau costume pour Hunter afin de pouvoir contourner les défenses mystiques de la base d'Hydra, utiliser l'accélérateur pour détruire le Parchemin et libérer Maximoff. Blaze contacte Reyes et lui donne le parchemin, mais tente également de donner Hunter à Mephisto, les piégeant dans les limbes et empêchant Lilith d'atteindre Hunter. Néanmoins, Magik les libère afin que les héros puissent mettre en œuvre leur plan, bannissant Dent de Sabre dans les Limbes en cours de route. Blaze se sacrifie pour détruire le Parchemin via l'accélérateur, mais Banner utilise l'appareil pour se transformer en un Hulk démoniaque, plus intelligent.
Les héros suivent Hydra et Lilith jusqu'à sa tombe, où Reyes tente de la sceller ainsi que Hulk dans une grotte avant de pouvoir restaurer le Darkhold, mais elle libère des démons à travers le monde. Après avoir vaincu Crossbones et ses forces, les héros volent un poignard imprégné du pouvoir de Chthon tandis que Maximoff et Hunter soumettent et libèrent Banner. Les héros affrontent Lilith, qui révèle son complot visant à détruire Chthon après avoir appris ses projets pour son enfant et détruit le collier de Hunter, apprenant trop tard que cela empêchait Chthon de le posséder. Néanmoins, Hunter l'expulse tandis que Lilith utilise le poignard pour détruire le Darkhold, lui redonnant ainsi sa forme humaine. Réalisant qu'elle et son enfant ont été corrompus par le grimoire, Lilith renvoie les héros à l'abbaye tandis qu'elle, Hunter et le royaume de Chthon sont consumés par le Darkhold. Néanmoins, Caretaker pense qu'ils sont toujours en vie.
Ailleurs, le Docteur Doom est témoin des événements qui se sont produits et prend le Darkhold pour lui-même, considérant les autres utilisateurs comme des « amateurs ».

### Le bon, la brute et le mort-vivant
En enquêtant sur une collection d'art volée par un bataillon Hydra dirigé par Sin, Hunter rencontre Deadpool, qui a été embauché par Doom pour récupérer une statue magique appelée Magna Corrigo dans la collection. Après que Sin ait trahi Hydra, volé le Magna Corrigo et libéré un groupe de « vampires » infectés, Hunter offre à Deadpool un sanctuaire à l'abbaye pour le protéger de Doom, malgré les protestations des héros. Avec le Magna Corrigo en leur possession, les vampires enhardis attaquent publiquement des innocents et établissent des nids à travers Manhattan. Avec l'aide de Deadpool, les Midnight Suns finissent par suivre Sin jusqu'en Transie, où elle a l'intention d'utiliser le Magna Corrigo dans un rituel pour renforcer les vampires jusqu'à ce que Deadpool le détruise. Sin s'échappe et fait rapport à son maître Dracula, qui lui assure que le Magna Corrigo n'était pas vital pour ses plans.

### Rédemption
Spider-Man et Hunter localisent Venom, qui est entré dans les égouts et a été infecté en mangeant des vampires. Méphisto apparaît, proposant de guérir Venom en échange du fait que les héros tuent les forces de Dracula, ce que Spider-Man accepte. Une fois guéri, Venom appelle à une trêve et rejoint les Midnight Suns. Cherchant à se venger de Dracula qui a rompu un accord entre eux, Mephisto aide Hunter, Venom et Spider-Man à trouver le nid principal des vampires et Dracula lui-même. Travaillant ensemble, le trio détruit le nid et force Dracula à battre en retraite.

### Faim dévorante
Alors que les vampires convertissent les soldats d'Hydra et attaquent New York, Spider-Man convainc Blade de l'aider à recruter une de leurs connaissances communes, le Dr Michael Morbius. Les héros accompagnent Morbius dans son laboratoire, seulement pour découvrir que les vampires ont volé ses recherches et un prototype de « sérum solaire » capable d'atténuer sa photosensibilité mortelle et celle des vampires. Après que le trio ait repoussé les vampires venus tuer Morbius et détruire son équipement restant, Spider-Man offre à Morbius un sanctuaire à l'abbaye malgré la réticence de Blade et Hunter. Déduisant que les vampires ont l'intention de produire en masse le sérum solaire, Spider-Man localise une installation d'Hydra attaquée par des vampires dirigés par Sin. Lui, Morbius et Hunter se mobilisent pour les arrêter et récupérer le prototype de sérum, bien qu'ils apprennent trop tard qu'elle avait déjà livré plusieurs lots complets de sérum solaire à Dracula. Néanmoins, tout en combattant Dracula et ses forces puissantes, les héros découvrent que les vampires avaient dilué l'échantillon de Morbius tout en le produisant en masse, affaiblissant ainsi ses effets. Vaincu, Dracula s'enfuit dans les égouts.

### Tornade sanguinaire
Magik et Wolverine sont sollicités par leur camarade X-Man, Storm, pour l'aider à retrouver Dahlia, une orpheline mutante disparue. Après les avoir aidés à vaincre les vampires tout en enquêtant sur l'orphelinat où Dahlia a séjourné pour la dernière fois, Storm rejoint les Midnight Suns et les aide dans leur quête tout en poursuivant sa recherche. Finalement, ils localisent Dahlia dans les égouts de New York, où elle vit aux côtés des Morlocks, des mutants aux apparences monstrueuses qui ont été rejetés par la société et ont refusé de rejoindre les X-Men. Bien qu'initialement irritée envers les X-Men, Dahlia s'ouvre plus tard à Storm et accepte son offre d'aide. Quelque temps plus tard, Dahlia est kidnappée par Dracula, qui veut utiliser son pouvoir de guérison pour créer une race de vampires parfaite. Storm, Hunter et Blade affrontent et battent Dracula et Sin, libérant ainsi Dahlia. Par la suite, Dahlia accepte l'invitation de Storm à se réfugier à l'école de Charles Xavier.

## Développement
Des rumeurs selon lesquelles Firaxis Games le studio responsable des séries Civilization et XCOM, des jeux de stratégie tactique au tour par tour, développaient un jeu basé sur l'univers Marvel similaire à XCOM sont apparues début du mois de juin 2021 avant l'E3 2021. Jason Schreier de Bloomberg a confirmé qu'un tel jeu était en développement mais ne savait pas quand il était prévu pour l'annonce. 
Midnight Suns a été officiellement annoncé lors de la Gamescom 2021 le 25 août. Il a reçu une date de sortie prévue en mars 2022. En janvier 2022, Michael Jai White a informé qu'il donnerait sa voix au personnage de Blade. En juin 2022, parallèlement à la révélation de Spider-Man en tant que personnage jouable dans la liste, il a été indiqué que Yuri Lowenthal donnerait sa voix à Peter Parker dans le jeu, reprenant son rôle des jeux Marvel's Spider-Man par Insomniac Games et Marvel Ultimate Alliance 3 : L'Ordre noir (2019). Nico Minoru est joué par Lyrica Okano, qui reprend son rôle de la série télévisée du Marvel Cinematic Universe, Runaways. 
Le 8 août 2022, le studio a indiqué repousser la date de sortie du jeu une deuxième fois, portant la sortie de celui-ci avants la fin de l'année fiscale attendue donc début 2023,. Les développeurs annoncent finalement lors de la conférence "Disney & Marvel Games Showcase" du D23 2022 que celui-ci sortira le 2 décembre 2022

## Marketing et sortie
Le 1er septembre 2021, une première bande-annonce de gameplay a été publiée présentant le système de cartes utilisé au combat. Midnight Suns est réalisé par Jake Solomon. En novembre 2021, il a été annoncé que le jeu avait été retardé jusqu'au second semestre 2022. Le jeu a été réintroduit lors du Summer Game Fest en juin 2022 avec de nouvelles images, confirmant en outre la date de lancement du 7 octobre 2022 pour toutes les plateformes à l'exception de Nintendo Switch, et révélant les ajouts de Venom, Hulk, Scarlet Witch, Doctor Strange et Spider-Man à la liste des personnages. Le jeu sort finalement le 2 décembre 2022.